# Юргенсон, Пётр Борисович
Пётр Борисович Юргенсон (1903—1971) — советский учёный-зоолог и охотовед; доктор биологических наук (1953), профессор.

## Биография
Родился 10 декабря в 1903 года в Москве в семье музыкального издателя Бориса Петровича Юргенсона (1868—1935) и его жены — Марии Викторовны, урожденной Савковой (1874—1953); внук П. И. Юргенсона. Жил в детстве в Колпачном переулке, 13 (ныне Хохловский переулок, 7-9).
В 1912—1918 годах учился в реальном училище Воскресенского в Москве. В 16 лет начал работать типографским учеником и позже типографским наладчиком 1-й государственной нотопечатни. Затем стал курсантом военно-спортивной школы Московского военного округа. Служил в РККА, демобилизовался из армии осенью 1921 года, поступив на общеобразовательные курсы для поступления в вузы.
В 1924 году окончил Московский университет по специальности «искусствоведение». В 1924—1926 годах работал в Историческом музее. С 1928 года прослушал на естественном отделении физико-математического факультета университета курс зоологии позвоночных животных. Предмет второго образования стал его профессиональной деятельностью. В 1930—1935 годах Юргенсон — научный сотрудник Центральной лаборатории биологии и промысловой охоты, где его руководителем был Б. М. Житков. С 1935 года — научный руководитель Алтайского, Печоро-Илычского, Куйбышевского и Центральнолесного заповедников.
В 1941 ушел на фронт Великой Отечественной войны; в 1942 году под Старой Руссой был ранен. После госпиталя был дежурным адъютантом гарнизона в Ижевске. С марта 1943 года — курсант стрелково-тактической школы Архангельска; по её окончании получил звание лейтенанта строевой службы. Осенью 1943 года Юргенсон был откомандирован в распоряжение Главного военно-медицинского управления для использования по основной гражданской специальности. С начала 1944 года по ноябрь 1948 года Пётр Борисович — зоолог, старший специалист Даурского противочумного отделения санитарно-эпидемиологической лаборатории Забайкальского военного округа. Был награждён тремя военными медалями.
После войны был руководителем научного отдела Главного управления охотничьего хозяйства и заповедников при Совете министров РСФСР; позднее — заведующим лабораторией лесного охотоведения Всесоюзного НИИ лесоводства и механизации лесного хозяйства. С 1970 года Юргенсон — заместитель директора по научной работе Центральной научно-исследовательской лаборатории охотничьего хозяйства и заповедников Главохоты РСФСР.
Умер 17 мая 1971 года в Москве. Похоронен на Введенском кладбище (5 уч.).
Интересно, что являясь прихожанином храма святителя Николая в Кленниках (на улице Маросейке), Пётр Борисович был духовным сыном отца Алексея Мечева, на дочери которого, Ольге Алексеевне (род.1896), был женат первым браком. А после смерти о. Алексея  в 1923 году Юргенсон стал духовным сыном отца Сергия Мечева, для детей которого в начале 1930-х годов написал и оформил рукописную книгу «Сказание о житии великого грешника». Его художественное образование проявилось также в том, что Юргенсон был любителем в музыке (играл на гобое) и живописи (писал акварели).
2-й брак — Ирина Александровна Дмитриева (1918—2002), сестра Л.А.Дмитриева.
- Сын — Борис Петрович Юргенсон (1949—2015), доктор геолого-минералогических наук; возглавлял одно из ведущих издательств в области музыкального искусства — «Композитор», соучредитель издательство «П. Юргенсон», возрожденного в 2004 году, основатель благотворительного фонда «Фонд П. Юргенсона»[3]. 
  - Внучка — Анастасия Борисовна Юргенсон (род.1972), окончила РАТИ-ГИТИС, актриса[4][5].

Сестра — Вера Борисовна Юргенсон, училась во ВХУТЕМАСе, работала на кинофабрике «Межрабпом-Русь»; была замужем за художником Д.Я.Черкесом.  Племянница — Наталья Даниловна Черкес (1922—2013).